# Comment utiliser son temps libre ?
Comment utiliser son temps libre ? (en persan: از اوقات فراغت خود چگونه استفاده کنیم ؟ ;Az oghât-e farâghat-e khod tchegouneh estefâdeh konim ?) est un court métrage dramatique iranien sorti en 1977, écrit et réalisé par Abbas Kiarostami.

## Fiche technique
- Titre original : Az oghât-e farâghat-e khod tchegouneh estefâdeh konim?
- Réalisation et scénario : Abbas Kiarostami
- Pays de production :  Iran
- Format : couleur - son mono
- Genre : court métrage dramatique
- Durée : 7 minutes
- Date de sortie : 
  - Iran : 1976
  - Japon : 1995